# Coppa del Mondo di slittino 1991
La Coppa del Mondo di slittino 1990/91, quattordicesima edizione della manifestazione organizzata dalla Federazione Internazionale Slittino, ebbe inizio il 24 novembre 1990 ad Altenberg, in Germania, e si concluse il 17 febbraio 1991 ad Igls, in Austria. Furono disputate ventuno gare, sette per ogni tipologia (singolo uomini, singolo donne ed il doppio) in sette differenti località. Nel corso della stagione si tennero anche i Campionati mondiali di slittino 1991 a Winterberg, in Germania, competizione non valida ai fini della Coppa del Mondo.
Le coppe di cristallo, trofeo conferito ai vincitori del circuito, furono assegnate all'austriaco Markus Prock per quanto concerne la classifica del singolo uomini, la tedesca Susi Erdmann conquistò il trofeo del singolo donne mentre la coppia italiana formata da Hansjörg Raffl e Norbert Huber si aggiudicò la vittoria del doppio.

## Risultati
| Data                | Località   | Nazione    | Specialità       | Primi classificati                     | Secondi classificati                | Terzi classificati                  |
| ------------------- | ---------- | ---------- | ---------------- | -------------------------------------- | ----------------------------------- | ----------------------------------- |
| 24-25 novembre 1990 | Altenberg  | Germania   | Donne – Singolo  | Gabriele Kohlisch Germania             | Gerda Weissensteiner Italia         | Cammy Myler Stati Uniti             |
| 24-25 novembre 1990 | Altenberg  | Germania   | Uomini – Singolo | Markus Prock Austria                   | Jens Müller Germania                | Arnold Huber Italia                 |
| 24-25 novembre 1990 | Altenberg  | Germania   | Uomini – Doppio  | Stefan Krauße Jan Behrendt Germania    | Hansjörg Raffl Norbert Huber Italia | Yves Mankel Thomas Rudolph Germania |
| 1º-2 dicembre 1990  | Oberhof    | Germania   | Donne – Singolo  | Jana Bode Germania                     | Susi Erdmann Germania               | Gabriele Kohlisch Germania          |
| 1º-2 dicembre 1990  | Oberhof    | Germania   | Uomini – Singolo | Jens Müller Germania                   | Markus Prock Austria                | René Friedl Germania                |
| 1º-2 dicembre 1990  | Oberhof    | Germania   | Uomini – Doppio  | Jörg Hoffmann Jochen Pietzsch Germania | Kurt Brugger Wilfried Huber Italia  | Stefan Krauße Jan Behrendt Germania |
| 7-8 dicembre 1990   | Königssee  | Germania   | Donne – Singolo  | Jana Bode Germania                     | Susi Erdmann Germania               | Gerda Weissensteiner Italia         |
| 7-8 dicembre 1990   | Königssee  | Germania   | Uomini – Singolo | Georg Hackl Germania                   | René Friedl Germania                | Markus Prock Austria                |
| 7-8 dicembre 1990   | Königssee  | Germania   | Uomini – Doppio  | Jörg Hoffmann Jochen Pietzsch Germania | Kurt Brugger Wilfried Huber Italia  | Yves Mankel Thomas Rudolph Germania |
| 15-16 dicembre 1990 | Sarajevo   | Jugoslavia | Donne – Singolo  | Gerda Weissensteiner Italia            | Susi Erdmann Germania               | Julija Antipova Unione Sovietica    |
| 15-16 dicembre 1990 | Sarajevo   | Jugoslavia | Uomini – Singolo | Markus Prock Austria                   | Georg Hackl Germania                | Markus Schmidt Austria              |
| 15-16 dicembre 1990 | Sarajevo   | Jugoslavia | Uomini – Doppio  | Hansjörg Raffl Norbert Huber Italia    | Stefan Krauße Jan Behrendt Germania | Kurt Brugger Wilfried Huber Italia  |
| 19-20 gennaio 1991  | Winterberg | Germania   | Donne – Singolo  | Susi Erdmann Germania                  | Gabriele Kohlisch Germania          | Gerda Weissensteiner Italia         |
| 19-20 gennaio 1991  | Winterberg | Germania   | Uomini – Singolo | Georg Hackl Germania                   | Markus Prock Austria                | Arnold Huber Italia                 |
| 19-20 gennaio 1991  | Winterberg | Germania   | Uomini – Doppio  | Hansjörg Raffl Norbert Huber Italia    | Stefan Krauße Jan Behrendt Germania | Yves Mankel Thomas Rudolph Germania |
| 8-9 febbraio 1991   | St. Moritz | Svizzera   | Donne – Singolo  | Susi Erdmann Germania                  | Julija Antipova Unione Sovietica    | Jana Bode Germania                  |
| 8-9 febbraio 1991   | St. Moritz | Svizzera   | Uomini – Singolo | Georg Hackl Germania                   | Markus Prock Austria                | Arnold Huber Italia                 |
| 8-9 febbraio 1991   | St. Moritz | Svizzera   | Uomini – Doppio  | Stefan Krauße Jan Behrendt Germania    | Hansjörg Raffl Norbert Huber Italia | Kurt Brugger Wilfried Huber Italia  |
| 16-17 febbraio 1991 | Igls       | Austria    | Donne – Singolo  | Gerda Weissensteiner Italia            | Susi Erdmann Germania               | Doris Neuner Austria                |
| 16-17 febbraio 1991 | Igls       | Austria    | Uomini – Singolo | Markus Prock Austria                   | Georg Hackl Germania                | Jens Müller Germania                |
| 16-17 febbraio 1991 | Igls       | Austria    | Uomini – Doppio  | Hansjörg Raffl Norbert Huber Italia    | Yves Mankel Thomas Rudolph Germania | Stefan Krauße Jan Behrendt Germania |

## Classifiche

### Singolo uomini
| Pos. | Nome         | Nazione  |
| ---- | ------------ | -------- |
| 1    | Markus Prock | Austria  |
| 2    | Georg Hackl  | Germania |
| 3    | Jens Müller  | Germania |

### Singolo donne
| Pos. | Nome                 | Nazione  |
| ---- | -------------------- | -------- |
| 1    | Susi Erdmann         | Germania |
| 2    | Gerda Weissensteiner | Italia   |
| 3    | Gabriele Kohlisch    | Germania |

### Doppio
| Pos. | Nome                         | Nazione  |
| ---- | ---------------------------- | -------- |
| 1    | Hansjörg Raffl Norbert Huber | Italia   |
| 2    | Stefan Krauße Jan Behrendt   | Germania |
| 3    | Kurt Brugger Wilfried Huber  | Italia   |